# Курнуайе, Иван
Ива́н Серж Курнуайе́ (фр. Yvan Serge Cournoyer; род. 22 ноября 1943, Драммондвилл, Квебек) — канадский хоккеист, правый нападающий клуба НХЛ «Монреаль Канадиенс».

## Биография
Выступал за «Монреаль Канадиенс» в НХЛ с 1963 по 1979, последний живущий десятикратный обладатель Кубка Стэнли. Участник Суперсерии СССР — Канада 1972 года, в составе сборной Канады. Курнуайе — канадец французского происхождения. С детства любил заниматься резьбой по дереву, в начале профессиональной карьеры собственноручно занимался подбором клюшек, подолгу подгоняя их под себя. (В начале 60-х многие хоккеисты сами делали себе инвентарь.)  Обладал хорошей скоростью, за что получил прозвище «Бегунок» (Roadrunner).
Советский защитник Александр Рагулин в фильме, посвящённом суперсерии, сказал по поводу игры Курнуайе:

Помню, как Ванька Курнуайе пронёсся мимо меня, как электричка, вроде видел его с шайбой перед собой, а не успел моргнуть, как он уже шайбу в наши ворота забил.

Сам Курнуайе по поводу суперсерии говорит:

Мы не имели представления о русских хоккеистах. В раздевалке никто не мог толком объяснить, в какой хоккей играют русские. Мы видели, что на разминке русские вышли в старой форме, плохо экипированные, кто-то из наших сказал: «Через 10 минут всё будет с ними кончено». Но когда мы вышли на лёд родного мне монреальского Форума, все мы пришли в удивление — русские были в новенькой форме. Тогда стало ясно — мы не оценили русских. Пит Маховлич перед игрой сказал мне: «Это война!» В конце первого периода я понял, что мы столкнулись с хоккейной машиной, которую у нас прозовут «красная», в конце матча я покидал лёд с опущенной головой, никогда в жизни мне не было так стыдно.

Курнуайе играл вместе с такими мастерами, как Морис Ришар, Ги Лефлер, Лэрри Робинсон, Кен Драйден, Жан Беливо, Анри Ришар, Серж Савар и Пит Маховлич. Только Анри Ришар превзошёл Курнуайе, выиграв 11 Кубков Стэнли. За «Монреаль Канадиенс» Курнуайе провёл 16 сезонов, сыграл 968 матчей, в которых забил 428 шайб и сделал 435 результативных передач. В 1982 году Курнуайе был выбран в Зал хоккейной славы; в 2005 году свитер Курнуайе под номером 12 был вывешен на арене «Белл Центр».
В сезоне 1996/97 кратковременно работал помощником главного тренера «Монреаль Канадиенс», а в настоящее время является официальным послом этого же клуба.

## Достижения
- Обладатель Кубка Стэнли (10): 1965, 1966, 1968, 1969, 1971, 1973, 1976, 1977, 1978, 1979.
- Обладатель Конн Смайт Трофи — 1973.
- Член Зала хоккейной славы с 1982 года.

## Статистика
| Легенда | Легенда                    | Легенда | Легенда                   | Легенда | Легенда    |
| ------- | -------------------------- | ------- | ------------------------- | ------- | ---------- |
| И       | Количество проведённых игр | Штр     | Штрафное время            | +/−     | Плюс-минус |
| Г       | Голы                       | П       | Голевые передачи          | О       | Очки       |
| -       | Статистика неизвестна      | —       | Статистика не учитывалась |         |            |